# Horský hotel Klínovec
Horský hotel Klínovec tvoří dominantu nejvyššího vrcholu Krušných hor – Klínovce. Hora Klínovec je správně rozdělena mezi Karlovarský a Ústecký kraj, přičemž její vrchol leží v Karlovarském kraji v katastrálním území Jáchymova. První písemná zmínka o tomto vrcholu pochází z pera kronikáře a kněze Johanna Mathesia v jeho knize Sarepta.

## Historie

### Předchozí stavby
První stavbou na vrcholku byla dřevěná pyramida z roku 1817. Ta byla po požáru v roce 1837 nahrazena glorietem postaveným jáchymovským poštmistrem Floriánem Makasym a hostinským Pavlem Weiglem o rok později. K těmto stavbám jezdili dokonce i lázeňští hosté z Karlových Varů, které na vrchol dopravovaly kočáry.
Krušnohorský spolek Jáchymov pod vedením ředitele jáchymovské měšťanské dívčí školy a autora Pověstí z Jáchymovského kraje Eduarda Wenische, vzniklý v roce 1880, postavil na jeho místě nejprve provizorní dřevěnou a v roce 1884 podle projektu kadaňského stavitele Josefa Petera kamennou rozhlednu.

### Hotel
V roce 1893 bylo z popudu starosty Krušnohorského spolku MUDr. Langhanse u rozhledny postaveno malé pohostinství a také byt pro hlídače rozhledny. Stavbu provedl jáchymovský stavitel Karel Schöter za 2100 zlatých. Již v roce 1897 byla na vrcholu Klínovce otevřena poštovní stanice a v roce 1906 byl do ní přiveden telefon.
Stavba hotelu byla započata v roce 1900, kdy byl u pohostinství přistavěn Dotzauerův sál, kuchyň a pokoje pro devět hostů. V roce 1908 se zde konala Jubilejní výstava řemeslných a průmyslových výrobků krušnohorských měst a obcí. Kvůli výstavě byla vybudována nová hala s nezvyklým kazetovým stropem. Kazety jsou vytvořeny z napnuté jelení kůže a na nich jsou namalovány znaky krušnohorských měst, které se výstavy zúčastnily. Výzdobu provedl malíř Gustav Zindel z Radenova u Blatna. Výstavu zahájil osobně císař František Josef I. a navštívilo ji přes 40 tisíc návštěvníků. Při této příležitosti byla také rozhledna pojmenována po císaři. Po ukončení výstavy byl sál upraven na restaurační jídelnu a ta byla nazvána Jubilejní halou.
Po roce 1918 byla hala přejmenována na Sobitschkův sál. Sobitschka byl jedním z iniciátorů Jubilejní výstavy.
V roce 1927 byl přistavěn Müllerův sál, nazvaný podle starosty Krušnohorského spolku, který se nejvíce zasloužil o výstavbu hotelu na Klínovci.
Po požáru v roce 1929 byl hotel jáchymovským stavitelem Rehnem přestavěn do dnešní podoby.
Opuštěný hotel se dostal do značně zchátralého až havarijního stavu. 16. října 2023 jej město Boží Dar, které je vlastníkem (ačkoliv se objekt nachází na území města Jáchymova) i s rozhlednou na 25 pronajalo společnosti Windsor Spa Hotel, dceřiné společnosti ze skupiny Sokolovská uhelná (SUAS GROUP), která se tak stala strategickým partnerem obce pro rekonstrukci objektu a má zajistit budoucí provoz hotelu a regeneraci okolí včetně vybudování infrastruktury. Na spolufinancováni až do výše 85 procent město požádá o peníze z krajského programu Spravedlivá transformace. Opoziční krajští poslanci kritizovali toto využití dotace s tím, že je to projekt v oblasti, která není nijak zasažena dopady těžby uhlí, vedení kraje oponovalo nutností vytvářet nové ekonomické aktivity napříč celým územím kraje.

### Rozhledna
Stavba definitivní kamenné rozhledny začala 17. června 1883 a rozpočtová cena byla 3000 zlatých, přičemž byl rozpočet o 1000 zlatých překročen. Dvacet čtyři metrů vysoká „Kaiser-Franz-Josephs-Turm“ (Věž císaře Františka Josefa) byla slavnostně otevřena dne 3. srpna 1884. Na její vyhlídkový ochoz vede sedmdesát sedm kamenných schodů a je z něj vidět do dalekého okolí. Rozhledna byla původně otevřena pouze v létě, ale krátce po otevření byla vyhlídková plošina zastřešena a od roku 1888 byly zaskleny i původní vyhlídkové otvory mezi schodištěm a vnějším ochozem. Původní vstupné bylo deset krejcarů.
Osmiboká kamenná rozhledna byla v havarijním stavu. Již od samého počátku vykazovala vychýlení horní poloviny konstrukce přibližně 60 cm důsledkem zatékání do konstrukce věže a následného rozvolnění zdiva vlivem klimatických podmínek. Nejprve byl zrekonstruován krov věže s měděnou střešní krytinou, poté zajistilo město Boží Dar (ačkoliv celý hotel leží na území města Jáchymova) jako investor vybudování věrné repliky. Obě etapy rekonstrukce provedla společnost Chládek & Tintěra za cenu 10 446 520 Kč. Původní kamenné zdivo bylo nepoužitelné, novou konstrukci tvoří železobetonový skelet opláštěný novými žulovými bloky. Z původní rozhledny však bylo použito kamenné schodiště a římsy. Údaje o dataci rekonstrukce se na webu společnosti Chládek & Tintěra neshodují, v referencích je uvedeno období od února 2015 do července 2016, ve zprávě o vítězství této rekonstrukce ve 14. ročníku soutěže Stavba Karlovarského kraje v roce 2014 je popisována rekonstrukce od léta 2012 do října 2013. V přízemních přístavcích rozhledny byla instalována stále expozice o její historii.

### Dohled z rozhledny
Zahlédnout se dá nejen celé pásmo Krušných hor, ale i Český les, Slavkovský les, Doupovské hory, České středohoří a Podkrušnohorská hnědouhelná pánev. Za vynikající viditelnosti je potom vidět například Sněžka (200 km), Děčínský Sněžník, Lužické hory, Říp, Ještěd, Bílá Hora, Petřínská rozhledna a Žižkovský vysílač v Praze nebo hřeben Šumavy.

### Další stavby
Na vrcholu se kromě hostince s rozhlednou nachází i další stavby. Stanice lanových drah, chata Horské služby a osmdesát metrů vysoký televizní vysílač.